# Ioana Crăciunescu
Ioana Crăciunescu (n. 13 noiembrie 1950, București, România) este o actriță de teatru, cinema și poetă română.
Este membră a Uniunii Ziariștilor Profesioniști din România, a UCIN și UNITER.

## Biografie

### Educație
A absolvit Liceul „Mihai Viteazul” din București.
În 1973 a absolvit Institutul de Artă Teatrală și Cinematografică I. L. Caragiale din București. Printre profesorii săi au fost Zoe Anghel Stanca și Moni Gherleter.

### Carieră
Ioana Crăciunescu s-a remarcat înainte de 1989, ca poetă și actriță de teatru și cinema. Este celebră pentru interpretarea rolului Ana din filmul Ion: Blestemul pământului, blestemul iubirii.
A debutat pe scena Teatrului Nottara din București cu rolul Eva în piesa Paradisul, în regia lui Dan Micu.
În 1974 a debutat pe marele ecran cu filmul Actorul și sălbaticii.
Pe scena Teatrului Nottara a jucat în multe spectacole: Karamazovii, dramatizare de Horia Lovinescu după Dostoievski (regia Dan Micu), Citadela sfărâmată de Horia Lovinescu (regia Mihai Berechet), Calandria de Bernardo Bibienna (regia Costin Marinescu), Livada de vișini de Cehov (regia Dominic Dembinski), Floare de cactus de Pierre Barillet și Jean Pierre Gredy (regia Mircea Cornișteanu), Al patrulea anotimp de Horia Lovinescu (regia Dan Micu).
În 1991 a emigrat în Franța, fiind invitată pentru câteva luni, și a rămas 15 ani. Apoi s-a întors în România, a stat o perioadă scurtă și a plecat în Franța din nou.
A jucat la Paris, la Teatrul de poezie românească Opium de la Haute Allier, dar și la Avignon, în Belgia, Luxemburg, a interpretat roluri în „La Philosophie dans le boudoir” de Sade, „Les Liaisons Dangereuses” de Laclos, spectacole jucate în limba franceză. A adaptat pentru scenă și a regizat spectacolul „Les Chants de Maldoror” de Lautréamont. A mai jucat în „Les Sept contre Thčbes” de Eschil, „Le cadavre vivant” de Tolstoi, „Somnoroasa aventură” de Teodor Mazilu, „Pescărușul” de Cehov, „Salve regina” de Virgil Tănase, „27 remarques pleines de coton” de Tennessee Williams.
A revenit periodic în România și a continuat să joace la București și la Teatrul Național „Radu Stanca” Sibiu, a susținut recitaluri de poezie. A jucat în țară în spectacolul Hamlet din 2004.
Reîntoarsă în țară, a restaurat case și biserici uitate în Ardeal. A organizat evenimente culturale în conacele de la Ațel și de la Pelișor din județul Sibiu. Locul în care a revenit de fiecare dată este comuna Bulbucata, din județul Giurgiu, unde se află casa ei părintească.
În decembrie 2005, a jucat în spectacolul „Richard al III-lea nu se mai face" de Matei Vișniec, în regia lui Michel Vivier, o producție a Teatrului „G.A. Petculescu" din Reșița, realizată în colaborare cu Teatrul Nottara și Théatre de la Presqu'ile Granville din Franța.
În mai 2015 a jucat la Teatrul Național din Sibiu în două spectacole: „O femeie singură", după un text de Dario Fo și Franca Rame și „Sufleorul fricii" de Matei Vișniec.
A colaborat cu regizori precum: Lucian Pintilie, Iulian Vișa, Dan Micu, Mircea Danieliuc, Mircea Mureșan, Andrei Blaier, Silviu Purcărete, Mihai Constantin Ranin, Virgil Tănase, Olivier Comte, François Zebrad, Mircea Veroiu și Cristi Puiu.
A debutat cu poezie în România literară (1968), iar în volum cu Scrisori dintr-un câmp cu maci (1977)
A publicat antologia de autor „L'hiver clinique", apărută în Canada și Luxemburg, și volumul „Creștet și gheare" în 1998, lansat și în România. Selecții din lirica sa au apărut în antologii și publicații în limba engleză Silent voices. An Anthology of Contemporary Romanian Women Poets, trad. Andreea Deletant și Brenda Walker, 1986, pp. 77-88 (selecție de poeme din volumele: Iarna clinică, 1983 și Mașinăria cu aburi, 1984).
Într-o ediție bilingvă, Ioana Crăciunescu a publicat la Editura Brumar volumul Supa de ceapă / Soupe à l’oignon, în 2007. Traducerea în limba franceză aparține Letiției Ilea și lui Thierry Chaillous. Cartea conține douăsprezece imagini de Mihaela Marin.

## Volume de poezie
- Duminica absentă (Editura Cartea Românească, București, 1980)
- Supa de ceapă (Editura Dacia, Cluj-Napoca, 1981)
- Iarna clinică (Editura Cartea Românească, București, 1983)
- Mașinăria cu aburi (Editura Eminescu, București, 1984)
- Creștet și gheare (Editura Cartea Românească, București, 1998)
- Supa de ceapă / Soupe à l’oignon (Editura Brumar, Timișoara, 2007)
- Mon general (2014)

## Filmografie
- Actorul și sălbaticii (1975) - juna patetică
- Ediție specială (1978)
- Lumini și umbre (1979 - 1982) - Marie Jeanne
- Artista, dolarii și ardelenii (1980) - pianista
- Blestemul pămîntului – Blestemul iubirii (1980) - Ana
- Probleme personale (1981)
- De ce trag clopotele, Mitică? (1981)
- Femeia din Ursa Mare (1982)
- La capătul liniei (1983)
- O lebădă iarna (1983)
- Promisiuni (1985)
- François Villon – Poetul vagabond (1987)
- Duminică în familie (1988)
- Să-ți vorbesc despre mine (1988)
- Întîmplări cu Alexandra (1991)
- Quelque part vers Conakry (1992)
- Mensonge (1993)
- Pullman paradis (1995)- Aurora Liceanu
- My friend Christi (2008)
- Undeva la Palilula (2012) - Soție Limoncelli

## Premii
În 1970 a primit Premiul de poezie Nicolae Labiș.
În 1980 a primit Premiul ACIN - pentru cea mai bună interpretare feminină, pentru rolul Ana din filmul Ion-blestemul pământului, blestemul iubirii.
În 1990 a primit Premiul pentru cea mai bună interpretare feminină la cel de-al 10-lea Festival al filmului de la Amiens, pentru rolul Ani din filmul La capătul liniei, în regia lui Dinu Tănase.
Pentru activitate scriitoricească a fost distinsă cu Premiul Asociației Scriitorilor din București în 1981 și cu Marele Premiu "Nichita Stănescu" pentru poezie, decernat de Ministerul Culturii și Cultelor în 2009.
Ioana Crăciunescu este, începând din anul 2022, Cetățean de onoare al comunei Bulbucata. În 2023 a primit Premiul pentru Întreaga Activitate, în cadrul Galei Premiilor Gopo.

## Imagini

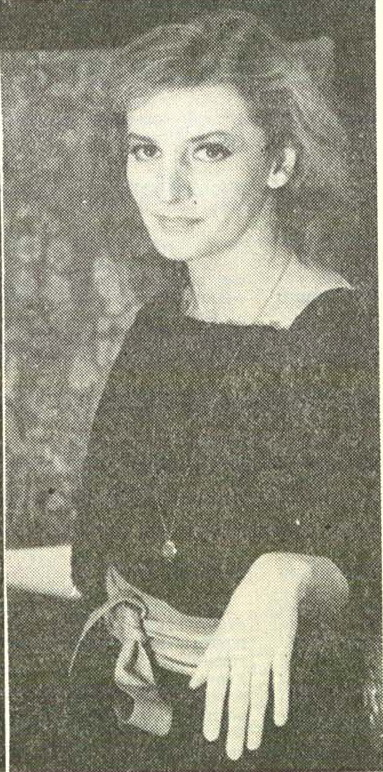
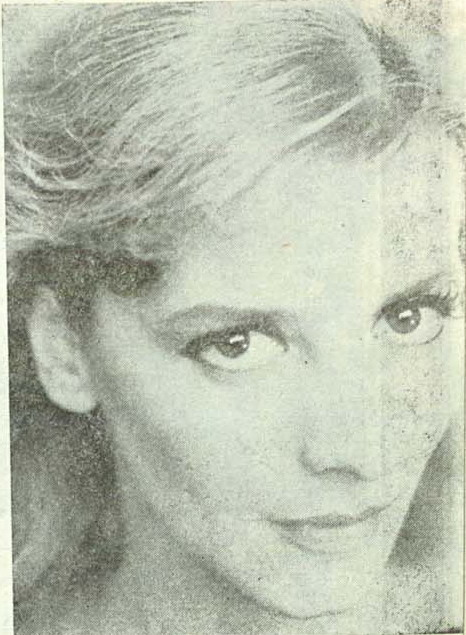